# Pjesma Eurovizije 1982.
Eurovizija 1982. je bila 27. Eurovizija održana 24. travnja 1982. u Harrogateu, Yorkshire, Velika Britanija. Voditeljica je bila Jan Leeming. Na otvaranju natjecanja je bila pokazana karta Europe, s prijevodom "Gdje je Harrogate?" na različitim jezicima.

Pobjednica ovog natjecanja je bila njemačka predstavnica Nicole s pjesmom "Ein bißchen Frieden".

## Rezultati
| Broj | Zemlja                 | Jezik       | Pjevač                        | Pjesma                        | Pozicija | Bodovi |
| ---- | ---------------------- | ----------- | ----------------------------- | ----------------------------- | -------- | ------ |
| 1    | Portugal               | portugalski | Doce                          | "Bem bom"                     | 13       | 32     |
| 2    | Luksemburg             | francuski   | Svetlana                      | "Cours après le temps"        | 6        | 78     |
| 3    | Norveška               | norveški    | Jahn Teigen and Anita Skorgan | "Adieu"                       | 12       | 40     |
| 4    | Ujedinjeno Kraljevstvo | engleski    | Bardo                         | "One Step Further"            | 7        | 76     |
| 5    | Turska                 | turski      | Neco                          | "Hani?"                       | 15       | 20     |
| 6    | Finska                 | finski      | Kojo                          | "Nuku pommiin"                | 18       | 0      |
| 7    | Švicarska              | francuski   | Arlette Zola                  | "Amour on t'aime"             | 3        | 97     |
| 8    | Cipar                  | grčki       | Anna Vissi                    | "Mono I Agapi" (Μόνο η αγάπη) | 5        | 85     |
| 9    | Švedska                | švedski     | Chips                         | "Dag efter dag"               | 8        | 67     |
| 10   | Austrija               | njemački    | Mess                          | "Sonntag"                     | 9        | 57     |
| 11   | Belgija                | francuski   | Stella                        | "Si tu aimes ma musique"      | 4        | 96     |
| 12   | Španjolska             | španjolski  | Lucia                         | "Él"                          | 10       | 52     |
| 13   | Danska                 | danski      | Brixx                         | "Video, Video"                | 17       | 5      |
| 14   | Jugoslavija            | srpski      | Aske                          | "Halo, Halo"                  | 14       | 21     |
| 15   | Izrael                 | hebrejski   | Avi Toledano                  | "Hora"                        | 2        | 100    |
| 16   | Nizozemska             | nizozemski  | Bill van Dijk                 | "Jij en ik"                   | 16       | 8      |
| 17   | Irska                  | engleski    | The Duskeys                   | "Here Today Gone Tomorrow"    | 11       | 49     |
| 18   | Njemačka               | njemački    | Nicole                        | "Ein bißchen Frieden""        | 1        | 161    |

| Pjesma Eurovizije | Pjesma Eurovizije |
| --- | ----------------- |
| |                   |
| 01956. • 1957. • 1958. • 1959. • 1960. 1961. • 1962. • 1963. • 1964. • 1965. • 1966. • 1967. • 1968. • 1969. • 1970. 1971. • 1972. • 1973. • 1974. • 1975. • 1976. • 1977. • 1978. • 1979. • 1980. 1981. • 1982. • 1983. • 1984. • 1985. • 1986. • 1987. • 1988. • 1989. • 1990. 1991. • 1992. • 1993. • 1994. • 1995. • 1996. • 1997. • 1998. • 1999. • 2000. 2001. • 2002. • 2003. • 2004. • 2005. • 2006. • 2007. • 2008. • 2009. • 2010. 2011. • 2012. • 2013. • 2014. • 2015. • 2016. • 2017. • 2018. • 2019. • 2020. 2021. • 2022. • 2023. • 2024. • 2025. |                   |

| Pjesma Eurovizije | Pjesma Eurovizije |
| --- | ----------------- |
| |                   |
| 01956. • 1957. • 1958. • 1959. • 1960. 1961. • 1962. • 1963. • 1964. • 1965. • 1966. • 1967. • 1968. • 1969. • 1970. 1971. • 1972. • 1973. • 1974. • 1975. • 1976. • 1977. • 1978. • 1979. • 1980. 1981. • 1982. • 1983. • 1984. • 1985. • 1986. • 1987. • 1988. • 1989. • 1990. 1991. • 1992. • 1993. • 1994. • 1995. • 1996. • 1997. • 1998. • 1999. • 2000. 2001. • 2002. • 2003. • 2004. • 2005. • 2006. • 2007. • 2008. • 2009. • 2010. 2011. • 2012. • 2013. • 2014. • 2015. • 2016. • 2017. • 2018. • 2019. • 2020. 2021. • 2022. • 2023. • 2024. • 2025. |                   |